# Andrej Borejko
Andrej Viktorovič Borejko (in russo Андрей Викторович Борейко?; Leningrado, 22 luglio 1957) è un direttore d'orchestra russo.

## Biografia
Ha studiato direzione d'orchestra al Conservatorio Rimsky-Korsakov di San Pietroburgo (con Elisabeta Kudriavtseva e Alexander Dmitriev) diplomandosi summa cum laude. Nel 1987 ha vinto diplomi e premi al concorso per direttori d'orchestra Grzegorz Fitelberg di Katowice e nel 1989 è stato il vincitore del concorso "Kirill Kondrashin" di Amsterdam.
Borejko è stato direttore musicale dell'Orchestra Filarmonica di Jena fra il 1998 e il 2003. Con questa orchestra ha ricevuto, per tre anni consecutivi,  numerosi riconoscimenti da parte dell'Associazione dei Critici Musicali tedeschi (Deutscher Musikverleger-Verband) per i programmi innovativi da lui ideati. Oggi è direttore onorario dell'Orchestra di Jena. È stato direttore principale dell'Orchestra Sinfonica di Amburgo (Hamburger Symphoniker) a partire dal 2004 e fino alle improvvise dimissioni nel novembre 2007. Direttore principale dell'Orchestra Sinfonica di Berna fra il 2004 ed il 2010, nel maggio 2008  è stato nominato direttore stabile e musicale dell'Orchestra Sinfonica di Düsseldorf, a partire dalla stagione 2009/10, con un contratto iniziale di cinque anni.
Andrej Borejko è stato anche direttore principale ospite dell'Orchestra Sinfonica di Vancouver dal 2000 al 2003; direttore musicale dell'Orchestra Sinfonica di Winnipeg dal 2001 al 2006, acclamato per le sue qualità musicali e per il continuo supporto finanziario all'orchestra durante i difficili anni 2002-2003. Ha ricevuto tuttavia anche delle critiche per non aver voluto stabilirsi a Winnipeg.
Nel settembre 2010 l'orchestra nazionale del Belgio ha annunciato la nomina di Borejko a suo nuovo direttore musicale, a partire dalla stagione 2012-13 e con un contratto iniziale di 5 anni. È inoltre direttore principale ospite dell'Orchestra Sinfonica della Radio di Stoccarda e dell'Orquesta Sinfonica de Euskadi.
La sua discografia comprende Lamentate di Arvo Pärt e la Sinfonia n. 6 di Valentyn Syl'vestrov, ambedue incise con l'Orchestra Sinfonica della Radio di Stoccarda (SWR) per la ECM Records. Nel 2006 la Haenssler Classic ha pubblicato un CD live,  sempre con l'Orchestra Sinfonica della Radio di Stoccarda,  comprendente la sinfonia n. 4 di Dmitri Shostakovich e la prima incisione mondiale della versione originale della Suite op. 29ª dall'opera Lady Macbeth di Mcensk dello stesso compositore.